# César Rincón
Pour les articles homonymes, voir Rincón.
Julio César Rincón Ramírez est un matador colombien né à Bogota (Colombie) le 5 septembre 1965.

## Présentation
César Rincón a commencé vers dix ans son apprentissage avec son père. Chaque matin, tous deux se levaient vers les six heures pour l’entraînement avec le premier « taureau » que « combattait » celui qui est aujourd’hui considéré comme le plus grand matador colombien : son chien « Principe ».
« Quand j’avais dix ans, j’ai commencé à plus ou moins rêver d’être torero. Je vivais dans le quartier de Fatima à Bogota, au sud de la capitale. Là, j’ai commencé à jouer avec un petit chien appelé « Principe » (« Prince ») ; lui jouant à essayer de mordre la muleta, petit à petit, cela entraîna chez moi le temple. »
C’est ainsi que César Rincón raconte ses débuts dans les interviews accordées au cours d’une longue carrière qui lui a donné de grands triomphes, mais aussi de graves blessures, tant physiques que morales.
César est le plus jeune de cinq frères et sœurs, Luis Carlos, Sonia, Rocío et Marta, enfants d’un photographe passionné de corrida. On a toujours affirmé qu’en Colombie, le toreo est un moyen d’échapper à la pauvreté, et c’est parfois  vrai. Bien que César Rincón ait toujours dit n’avoir jamais eu faim, il reconnaît que grâce aux taureaux, il a pu faire monter sa famille de plusieurs échelons sur l’échelle sociale
Son immense talent a été la clé qui a permis à César Rincón d’entrer par la grande porte dans le monde de la tauromachie.

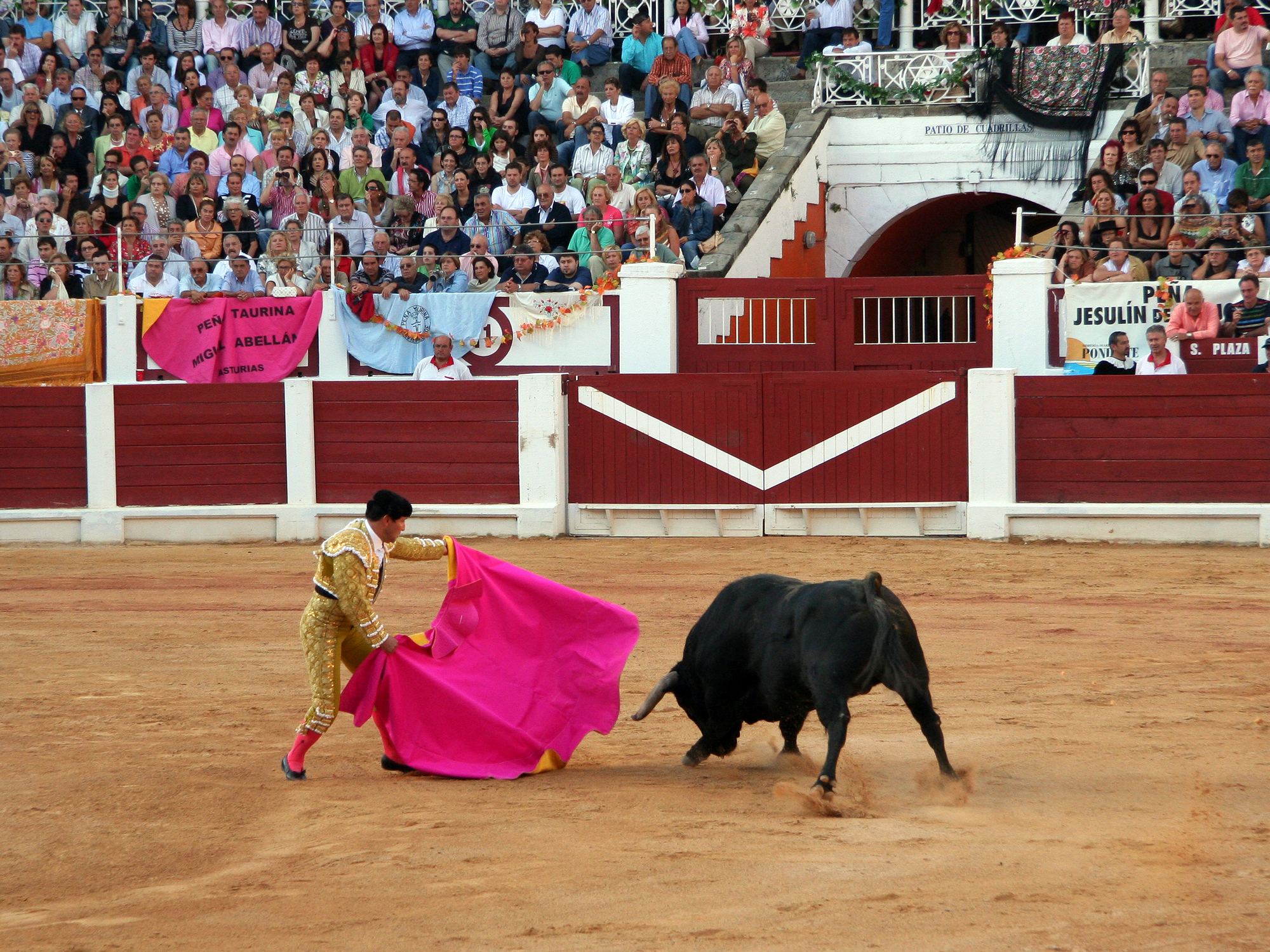
César Rincón

En 1981, il se rend en Espagne. Il participe à quelques corridas secondaires qui le laissent sans argent, mais lui permettent d’acquérir de l'expérience. Le 15 août 1981, un drame se produit : alors qu’il torée à Madrid, sa mère et sa sœur María Teresa périssent dans l’incendie de leur maison.
De la fin 1982 jusqu’à 1986, sa carrière est essentiellement colombienne, avec quelques incursions au Mexique où il participe à neuf corridas. Durant cette période, il ne retourne en Espagne que pour douze corridas.
En 1985, il retourne en Colombie, n’ayant pu réussir à percer sur l’Ancien Continent. En 1986, il fait une nouvelle tentative de percée en Espagne : en neuf mois, il ne participe qu’à un seul festival. En fin d’année, après ce nouvel échec, il décide de retourner en Colombie. De 1987 à 1989, César Rincón reste en Colombie.
Le 4 novembre 1990 dans la plaza de Palmira, il reçoit une blessure qui touche la veine fémorale. Une très grande quantité de sang lui est transfusée, lui sauvant la vie, mais l’affectant d’une nouvelle « cornada » : l’hépatite C.
Le 21 mai 1991, à Madrid, il remporte enfin le succès : il coupe deux oreilles à un même taureau et sort par la Grande Porte. Il est de nouveau engagé le lendemain, puis le 6 juin et coupe à chaque fois deux oreilles. Ces succès lui ouvrent grand les portes des arènes d’Espagne et de France ; il réussit un exploit resté unique dans les annales : sortir quatre fois d’affilée des arènes de Madrid par la Grande Porte. Depuis, il est unanimement considéré comme le plus grand de tous les matadors colombiens, et l’un des plus grands de tous les matadors.
En 2000, il prend sa retraite en raison des fatigues causées par l’hépatite C. En 2002, ayant quasiment vaincu la maladie, il redescend dans l’arène. En 2008, il prend sa retraite définitive. Il tue ses derniers taureaux le 24 février 2008 à Bogota.

### Carrière
- Débuts en public : 1er janvier 1980 à Bogota, devant des novillos de Cabrera.
- Alternative : 8 décembre 1980 à Bogota. Parrain « Antoñete », témoin « Manzanares. Taureaux de Vistahermosa.
- Confirmation d'alternative à Mexico : 31 juillet 1983. Parrain César Pastor, témoin Ricardo Sánchez. Taureaux de Mariano Ramírez.
- Confirmation d'alternative à Madrid : 2 septembre 1984. Parrain : « Manili », témoin Pepe Luis Vargas. Taureaux de Leopoldo et Aurora Lamamié de Clairac.

- 1982: 19 novilladas en Espagne.
- 1985 : 4 corridas en Espagne, 17 en Colombie.
- 1990 : 13 corridas en Espagne.
- 1991 : Il sort des arènes de Madrid par la Grande Porte à trois reprises, les 21 et 22 mai et 6 juin. Ce triple triomphe relance une carrière qui jusque-là n’était qu’en demi-teinte.
- 1994 : 65 corridas.

- 1995 : 66 corridas.
- 1996 : 44 corridas.
- 1997 : 63 corridas.
- 1998 : 25 corridas.
- 1999 : 42 corridas.

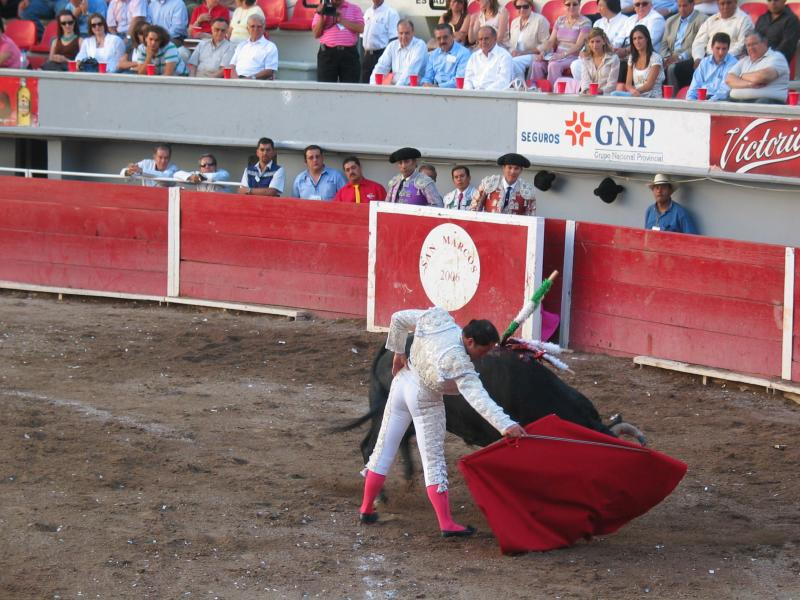
César Rincón en mai 2006 à la Feria nationale de San Marcos en Aguascalientes au MEX

- 2000 et 2001 : Quasiment absent pour raison de santé.
- 2002 : Réapparition officielle en novembre pour quelques corridas.
- 2003 : 23 corridas.
- 2004 : 35 corridas.
- 2006 : 30 corridas.
- 2007 : 56 corridas.
- 2008 : 12 corridas.

## Hommages et critiques

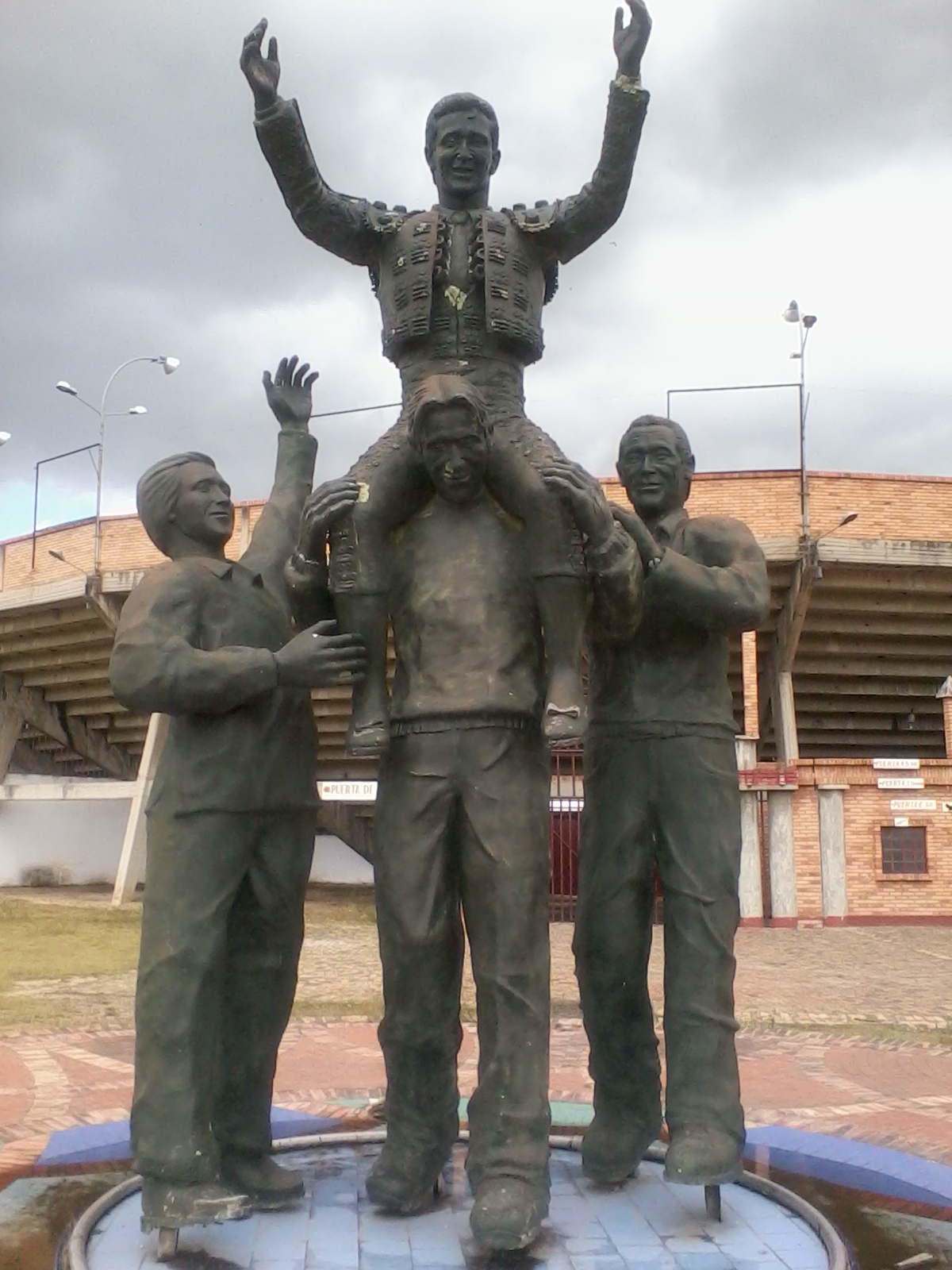
Le monument à César Rincón, déboulonné le.

Une statue monumentale a été érigée en son honneur à Duitama en Colombie. Après l'approbation, le 28 mai 2024, du projet de loi abolissant la corrida dans le pays, la statue est officiellement déboulonnée le 25 juin. Selon le maire de la ville, le monument sera déplacé afin qu'il ne perde pas sa mémoire historique.